# ShipGoo001
ShipGoo001 es una mezcla de formas de vida microbiana aparentemente recién descubiertas, hallada en un barco en los Grandes Lagos. Fue descubierto en 2024, como un material viscoso similar al alquitrán, en el buque oceanográfico Blue Heron. Estudios preliminares indican que existen dos especies completamente nuevas, una de arqueas y otra de bacterias.

## Descubrimiento
En el verano de 2024, el buque de investigación Blue Heron estudiaba la proliferación de algas en el lago Erie, uno de los Grandes Lagos que se extienden por la frontera entre Canadá y Estados Unidos. Fue a un astillero naval en el río Cuyahoga en Cleveland para ser inspeccionado en busca de lo que resultaron ser cojinetes del eje de la hélice dañados. Mientras examinaba el barco, el capitán, Rual Lee, observó una sustancia viscosa negra que rezumaba cerca del timón y le preocupó que un posible contaminante pudiera haber salido del barco. Descubrió que no dejaba un brillo en la superficie del agua, a diferencia de los hidrocarburos, y no se encendía al encenderlo con un soplete, lo que indicaba que no era inflamable. Debido a que el timón se lubrica únicamente con el agua circulante del lago, parecía improbable que el material pudiera haber sido alguna fuga química del barco.
El personal del Observatorio de Grandes Lagos, que opera el buque de investigación, le dio al material el nombre provisional «ShipGoo001» (lit. «sustancia viscosa del barco 001»). Llevaron muestras del material a científicos de la Universidad de Minnesota Duluth para determinar su posible composición. Los científicos descubrieron que la sustancia viscosa contenía ADN. Mediante la secuenciación del ADN y la comparación con bases de datos de ADN, se sorprendieron al descubrir que parte del ADN no coincidía con ningún organismo conocido y parecía pertenecer a una especie completamente nueva. El descubrimiento se anunció en 2025.

## Propiedades
Los investigadores encontraron unas veinte secuencias de ADN en las muestras, de las cuales solo dos eran formas de vida únicas y posiblemente no descritas previamente. Consideran que lo más probable es que las especies no identificadas sean organismos unicelulares que colonizaron la carcasa del timón del barco, pero existe una pequeña posibilidad de que, en cambio, se trate de algún tipo de material basado en carbono modificado a partir de sustancias que flotaban en el agua del lago. Análisis posteriores revelaron que la principal especie nueva es un tipo de arquea, de un orden aparentemente recién descubierto. Una segunda secuencia parece ser una bacteria de un nuevo filo. Las secuencias de ADN previamente conocidas parecen corresponder a microorganismos que se encuentran típicamente en pozos de brea y pozos petrolíferos.
Debido a que la carcasa del timón está en gran parte libre de oxígeno, se cree que los organismos son anaeróbicos. Pueden ser parte de una red trófica que vive en la carcasa, y es posible que hayan contribuido a la corrosión del eje del timón. De ser así, estudios adicionales podrían revelar formas de reducir la corrosión. Muestran algunos signos de ser productores de metano, lo que también podría tener aplicaciones prácticas en la producción de biocarburantes. Debido a que el agua del lago está bien oxigenada, no está claro si los organismos podrían haber venido del agua; no se observó evidencia de la sustancia viscosa en el mantenimiento anterior del barco, en 2021. Una posibilidad es que los organismos hubieran estado presentes pero latentes en un lubricante aplicado previamente al timón, y proliferaron bajo las condiciones de la carcasa del timón. Antes de convertirse en un buque de investigación, el Blue Heron había sido un barco de pesca, y los propietarios anteriores podrían haber aplicado dicho lubricante, aunque la tripulación actual no lo ha hecho.
Aunque buques de investigación ya han descubierto nuevas formas de vida acuática, se cree que esta es la primera vez que se realiza un descubrimiento de este tipo dentro del propio barco. Según Catherine O'Reilly, directora del Observatorio de Grandes Lagos, «Fue una novedad absoluta para la ciencia». El científico principal, Cody Sheik, afirmó: «Es ciencia divertida. Llamarlo "ship goo" por ahora, aporta algo de alegría a nuestra ciencia. Podemos encontrar novedades dondequiera que miremos. Los científicos no suelen tener tiempo para divertirse; estamos concentrados y tenemos proyectos que completar. El tiempo y los recursos para la exploración pueden ser abrumadores. Pero esto demuestra su importancia». El equipo de investigación planea publicar sus hallazgos y determinar los nombres científicos oficiales de los organismos.

## Reacciones
La noticia del descubrimiento, y del peculiar nombre provisional, provocó comentarios en redes sociales, entre ellos: «Una misteriosa sustancia negra viviente... ¿Qué podría salir mal? No tenemos tiempo para venom [sic] corriendo por Cleveland».